# Zwartowo (gromada)
Zwartowo – dawna gromada, czyli najmniejsza jednostka podziału terytorialnego Polskiej Rzeczypospolitej Ludowej w latach 1954–1972.
Gromady, z gromadzkimi radami narodowymi (GRN) jako organami władzy najniższego stopnia na wsi, funkcjonowały od reformy reorganizującej administrację wiejską przeprowadzonej jesienią 1954 do momentu ich zniesienia z dniem 1 stycznia 1973, tym samym wypierając organizację gminną w latach 1954–1972.
Gromadę Zwartowo z siedzibą GRN w Zwartowie utworzono – jako jedną z 8759 gromad na obszarze Polski – w powiecie lęborskim w woj. gdańskim na mocy uchwały nr 20/III/54 WRN w Gdańsku z dnia 5 października 1954. W skład jednostki weszły obszary dotychczasowych gromad Zwartowo i Borkowo Lęborskie ze zniesionej gminy Choczewo oraz obszar dotychczasowej gromady Roszczyce ze zniesionej gminy Wicko w tymże powiecie. Dla gromady ustalono 17 członków gromadzkiej rady narodowej.
1 stycznia 1959 do gromady Zwartowo włączono miejscowości Gościęcino i Świchówko ze zniesionej gromady Tawęcino w tymże powiecie.
1 stycznia 1962 gromadę zniesiono, a jej obszar włączono do gromad: Łebień (miejscowości Strzebino, Pierszno, Nagórze, Nieznachowo i Roszczyce) i Choczewo (miejscowości Świchówko, Gościęcino, Zwartowo, Zwartówko, Zwarcienko, Wojciechowo, Strzeżewo, Borkówko, Borkowo Lęborskie, Chałupcza Łąka i Tarkacz) w tymże powiecie.